# Amata minor
Amata minor är en fjärilsart som beskrevs av W. Warren 1888. Amata minor ingår i släktet Amata och familjen björnspinnare. Inga underarter finns listade i Catalogue of Life.